# 代々木ブルース
『代々木ブルース』（よよぎブルース）は、2006年7月1日に公開された日本映画。

## 概要
正式タイトルは『代々木ブルース「最終回・地図とミサイル」』。廣田正興監督作品。
2006年7月1日土曜 - 同月28日金曜まで渋谷シネマ・アンジェリカで行われた低予算の中編映画プロジェクト
【ANGELICA＋MPJ Short Film Market 2006】で初上映。
その後、日米メディア協会主催のChanoma Film Festival 2006でハリウッド上映、山形国際ムービーフェスティバル正式招待仙台短編映画祭で特別上映、ちば映画祭で特別上映を経て、2009年秋、都内で再上映予定。

## あらすじ
時は、昭和80年! 日本は鎖国を宣言! 上空を各国の威嚇ミサイルが飛ぶPM9:00…! そんな時代を象徴した探偵ドラマが最終回を迎えようとしていた!
昭和探偵ドラマの拡大解釈ムービーに混濁する妄想と迷走。文科系アウトロー青春の後始末。

## キャスト
| - 鈴木一真 - 長谷川朝晴 - 菜葉菜 - 今奈良孝行 - 猫ひろし - 杉作J太郎 - 秋桜子 - 鈴木美紀 - 赤澤ムック - 笹木彰人(絶対王様） - 齋藤けあき - 加治木均 | - 小橋川健治 - 阿部英貴 - 有馬顕 - 城定秀夫 - 上田キャサリン - 花田久生美 - 佐々木統剛 - BOB - 久仁香 - 伊武雅刀（ナレーション) - 永瀬正敏 - 吹越満 |

## スタッフ
- 音楽：松石ゲル（ザ・シロップ）
- ガンエフェクト：ブロンコ
- 撮影：長野泰隆（J.S.C.)
- 美術：井上心平、渡辺大智（デッドロマンス）
- 特殊造形：西村喜廣
- 助監督：中村研太郎、奥田徹
- 製作応援：水戸大介（オレンジ）、大道省一
- 録音：石貝洋、滝澤修、VFX、東海林毅（徒花兄弟）
- スタイリスト：立山功
- メイク：結城藍
- 写真：井上由美子（D-CORD)
- 宣伝デザイン：ナミエミツオ（S.V.W）